# Roman Bąk (poeta)
Roman Bąk (ur. 1958 w Ostrowie Wielkopolskim) – polski poeta, tłumacz, redaktor, wydawca. Jego twórczość wpisywała się początkowo (tj w latach 80.) w nurt liryki zaangażowanej, stopniowo przechodząc ku sferze metafizycznej. Z wykształcenia etnolog.

## Życiorys
Absolwent I Liceum Ogólnokształcącego w Ostrowie Wielkopolskim oraz Instytutu Etnologii UAM w Poznaniu. W latach 80. działał w Niezależnym Zrzeszeniu Studentów oraz w Niezależnym Ruchu Artystycznym. W latach 1983–1987 pracował w Muzeum Etnograficznym w Toruniu, następnie, w latach 1987-2000, redaktor miesięcznika i Wydawnictwa o. dominikanów "W drodze". W latach 2001–2013 redaktor w Wydawnictwie Poznańskim oraz od 2001 roku w redakcji najstarszego w Polsce pisma naukowego, rocznika etnologicznego "Lud". Od 2014 do 2019 r. redaktor w Wydawnictwie Nauka i Innowacje, gdzie kontynuował m.in. redakcję serii Poznańskiej Biblioteki Niemieckiej, zakończonej tomem 50. Od jesieni 2019 roku tworzy od podstaw dział redakcyjny w poznańskim Muzeum Archidiecezjalnym na Ostrowie Tumskim. W roku 2001 stworzył również własną, poetycką w istocie, pracownię wydawniczą – Biblioteka Telgte (wydał tutaj m.in. Dantego w nowym przekładzie A. Kuciak, antologię poezji irlandzkiej VI-XIX wieku, w przekładach M. i E. Bryllów, wiersze Emily Dickinson w ostatnich przekładach L. Marjańskiej, antologię poezji australijskiej XX wieku, stychy Anioła Ślązaka, hymny Yunusa Emre, XIII-wiecznego mistyka tureckiego, a także wiersze polskich poetów współczesnych...). Członek Stowarzyszenia Pisarzy Polskich. W czerwcu 2015 r. nagrodzony przez abp. poznańskiego Stanisława Gądeckiego Medalem św. Piotra i Pawła za "wybitne osiągnięcia w dziedzinie krzewienia kultury chrześcijańskiej".

## Wybrane publikacje
- Bzdury [samizdat - Jan Sęk, Wyd. Spółdzielnia, Poznań 1982]
- Ulica gdzie sprzedają zapałki [Wyd. W drodze, Poznań 1985]
- Ballada o nocnym sklepie [samizdat, Toruń 1987]
- Którzy by mogli powiedzieć [Wyd. TFC, Poznań 1991]
- Jeśli gdzieś są Ogrody antologia poezji "W drodze" z lat 1973-1988, wybór, posłowie Roman Bąk [W drodze, Poznań 1991]
- Świt [Biblioteka Ostrowska, Ostrów Wlkp 1994]
- Kaligrafia śniegu i skały. Eseje [W drodze, Poznań 1999]
- Rzeczywiste. Antologia pięciu (Roman Bąk, Jan Kasper, Andrzej Ogrodowczyk, Sergiusz Sterna-Wachowiak, Tadeusz Żukowski) [Biblioteka Telgte, Poznań 2003]
- Miejsca dróg i przepraw. Wiersze z lat 1985-2000 [Wyd. Stowarzyszenia Pisarzy Polskich oraz Biblioteka Ostrowska, Poznań-Ostrów Wlkp. 2005]
- List do Grzegorza Przemyka. Wiersze z lat 1980-1985 [Biblioteka Telgte, Poznań 2006]
- Pieśni stopni [Biblioteka Telgte, Poznań 2014]
- Soki [Biblioteka "Toposu", Sopot 2015]